# 木下龍也
木下 龍也（きのした たつや、1988年1月12日 - ）は、日本の歌人。山口県周南市出身。

## 略歴
コピーライター志望だったが、穂村弘の歌集を読んだことをきっかけに2011年より本格的に作歌を始める。雑誌『ダ・ヴィンチ』の穂村弘選の短歌投稿コーナー「短歌ください」に採用されたことで、新聞やラジオへ投稿するようになる。2012年には現代歌人協会主催の第41回全国短歌大会にて大会賞を受賞。2013年、東直子と加藤治郎が監修する書肆侃侃房の「新鋭短歌シリーズ」から第一歌集『つむじ風、ここにあります』を出版。
2018年には舞城王太郎と岡野大嗣と共著の『玄関の覗き穴から差してくる光のように生まれたはずだ』を出版し、短歌の書籍では異例の発行部数1万部を記録した。
2021年にナナロク社から『あなたのための短歌集』を出版。2017年から木下龍也が行っている依頼者への短歌の個人売買『あなたのための短歌一首』を書籍化したものであるため、木下龍也は印税は受け取らないとしている。その収益分はナナロク社が書店に配本した歌集を再買取りして、希望する学校や図書館などに寄贈している。
2023年7月、令和5年度山口県芸術文化振興奨励賞を受賞。

## 著作

### 歌集
- つむじ風、ここにあります（2013年5月25日、書肆侃侃房、ISBN 978-4-86385-111-5)
- きみを嫌いな奴はクズだよ（2016年4月29日、書肆侃侃房、ISBN 978-4-86385-222-8)
- あなたのための短歌集（2021年11月11日、ナナロク社、ISBN 978-4-86732-006-8)
- オールアラウンドユー(2022年10月7日、ナナロク社、ISBN 978-4-86732-016-7)

### 教本
- 天才による凡人のための短歌教室（2020年11月14日、ナナロク社、ISBN 978-4-904292-99-0)
- すごい短歌部（2024年11月、講談社、ISBN 978-4-06-536359-1)

### 共著
- 玄関の覗き穴から差してくる光のように生まれたはずだ（岡野大嗣、舞城王太郎共著、2017年12月19日、ナナロク社、ISBN 978-4-904292-77-8)
- 今日は誰にも愛されたかった（谷川俊太郎、岡野大嗣共著、2019年12月19日、ナナロク社、ISBN 978-4-904292-91-4)
- 荻窪メリーゴーランド（鈴木晴香共著、2023年8月29日、太田出版、ISBN 978-4778318864)

## 出演

### テレビ
- 首都圏情報 ネタドリ!「コロナ禍“あなた”に寄り添う短歌」(NHK総合、2022年4月15日)
- 文字メンタリー -あなたにしみこむ31音-(NHK総合、2022年8月1日)
- 情熱大陸（毎日放送、2022年10月2日）[8]

### ラジオ
- 文芸選評(NHKラジオ第1放送、2020年5月16日/9月4日、2021年11月20日、2022年7月30日)

## 評価
- 声優の河野ひよりが『つむじ風、ここにあります』をお気に入りの歌集として挙げている[要出典]。
- ライターのダ・ヴィンチ・恐山によるWebラジオへの常連投稿者だった。恐山からは、自由律詩でずば抜けて面白いものを毎回送ってきてくれたと評されている[9]。